# Prachachat-Partei
Die Prachachat-Partei (thailändisch พรรคประชาชาติ, RTGS Phak Prachachat), etwa ‚Partei der Nation‘, auch Prachachart, abgekürzt PCC ist eine politische Partei in Thailand. Sie wurde 2018 von Wan Muhamad Noor Matha und Surapol Nakavanich gegründet. Die Gründer waren ehemalige Mitglieder der Pheu-Thai-Partei aus der Wadah-Gruppe, die Wahlkreise in den mehrheitlich muslimischen Provinzen Narathiwat, Pattani und Yala im äußersten Süden Thailands vertritt.

## Geschichte
Die Wadah-Gruppe (thailändisch กลุ่มวาดะห์, von arabisch وحدة „Einheit“) ist ein Zusammenschluss von Abgeordneten aus den drei südlichsten Provinzen Thailands, in denen ethnisch malaiische Muslime die Bevölkerungsmehrheit stellen. Sie ist seit den 1980er-Jahren in der thailändischen Politik präsent. Anders als die in dieser Region aktiven separatistischen, malaiisch-nationalistischen oder islamistischen Bewegungen erkennen sie die Zugehörigkeit der drei Provinzen zum thailändischen Staat an, sind politisch hochgradig pragmatisch, treten aber für die kulturellen Eigenheiten der Region und religiösen Interessen der Muslime ein. Die Abgeordneten haben von Wahl zu Wahl immer wieder ihre Parteizugehörigkeit gewechselt, um ihre Chancen auf Regierungsämter zu erhöhen und ihre Agenda auf nationaler Ebene wirksamer umsetzen zu können.
Seit den 1990er-Jahren ist Wan Muhamad Noor Matha wichtigste Führungsperson der Gruppe, er war von 1996 bis 2000 Präsident der thailändischen Nationalversammlung und von 2002 bis 2004 Innenminister Thailands. Infolge des Wiederaufflammens der Gewalt in den drei Südprovinzen seit 2004 und der blutigen Repression durch die Staatsorgane während der Regierung Thaksin Shinawatras, der Wan Noor angehörte, verlor die Wadah-Gruppe 2005 an Vertrauen und Rückhalt unter den Wählern. Nach 2011 waren ihre Mitglieder auf vier verschiedene Parteien verteilt, darunter die Phak Matubhum, die Bhumjaithai und die Pheu-Thai-Partei.
Nach dem Militärputsch im Mai 2014 war das Parlament aufgelöst und alle Parteien verboten. Als sie im Oktober 2018 wieder zugelassen wurden, gründete die Gruppe um Wan Noor die Prachachat-Partei. Diese gewann bei der Parlamentswahl 2019 sieben Sitze (sechs Wahlkreis- und einen Listenabgeordneten). Sie wollte sich zunächst an einer Koalition der pro-demokratischen, gegen die bisherige Militärjunta gerichteten Parteien unter Führung der Pheu Thai beteiligen, die jedoch nach einer Änderung der Sitzverteilung durch die Wahlkommission keine Mehrheit mehr hatte. Anschließend war die Prachachat-Partei in der Opposition gegen die Regierung des nun in Zivil auftretenden Generals Prayut Chan-o-cha. 
Bei der Parlamentswahl 2023 konnte Prachachat zwei Sitze hinzugewinnen (insgesamt sieben Wahlkreise und zwei über Parteiliste). Anschließend wurde ihr Vorsitzender Wan Muhamad Noor Matha zum Sprecher des Repräsentantenhauses gewählt, in Personalunion ist er auch Präsident der Nationalversammlung, dem aus zwei Kammern bestehenden Parlament Thailands. Durch die Wahl von Wan Noon zum Parlamentspräsidenten wurde der Partei-Vorstand Anfang Juli 2023 aufgelöst. Der bisherige Generalsekretär der Partei Tawee Sodsong, ehemaliger Generalsekretär des Southern Border Provinces Administration Centre, wurde im Monat darauf zum Parteivorsitzenden gewählt. Wan Noors Bruder Sugarno Matha wurde neuer Generalsekretär. Die Prachachat-Partei schloss sich der Regierungskoalition von Srettha Thavisin an, der sowohl die zuvor oppositionelle Pheu-Thai-Partei als auch die militärnahen Parteien der bisherigen Koalition unter Prayut angehörten. In Sretthas Kabinett stellte Prachachat mit Tawee Sodsong den Justizminister.

## Wahlergebnisse

### Wahl zum Repräsentantenhaus
| Wahljahr | Parteivorsitzender     | Stimmen | Stimmen      | %    | Sitze | ±  | Regierungsbeteiligung                          |
| Wahljahr | Parteivorsitzender     | Liste   | Direktmandat | %    | Sitze | ±  | Regierungsbeteiligung                          |
| -------- | ---------------------- | ------- | ------------ | ---- | ----- | -- | ---------------------------------------------- |
| 2019     | Wan Muhamad Noor Matha | 485.436 | 485.436      | 1,34 | 7/500 | +7 | Opposition 2019–23                             |
| 2023     | Wan Muhamad Noor Matha | 602.645 | 334.051      | 0,79 | 9/500 | +2 | Koalitionspartner im Kabinett Srettha Thavisin |

## Webauftritt
- Website Prachachat-Partei